# Iguatemi (district de São Paulo)
Iguatemi est un quartier de la zone est de la ville brésilienne de São Paulo. Il se trouve à environ treize kilomètres du centre de la municipalité de Santo André et à 23 kilomètres du centre de la capitale. Créée en 1992 par la ville de São Paulo, par la loi municipale nº 11220, elle a une population estimée à 149 739 habitants.

## Histoire
Si son occupation a commencé timidement dans les années 1950 par de petites propriétés rurales, ce n'est qu'à partir des années 1970 que la région d'Iguatemi a commencé à être occupée avec une plus grande intensité.
La zone où se trouve le quartier, jusqu'à la fin des années 1960, était formée de fermes et de fermes et était connue sous le nom de Guabirobeira et Iguatemi. Les premiers lotissements furent Vila Eugênia, Jardim São Gonçalo, Jardim Roseli, Jardim São Benedito et Jardim Marilú (ouvert en 1965) suivis par d'autres dans les années 1970.
La population du quartier est estimée à environ 115 mille habitants et est majoritairement métisse. C'est un quartier formé par des habitants de la région nord-est du Brésil, d'Espagne, du Japon, principalement des travailleurs des industries des régions de Mooca, Ipiranga et ABC. Il y a aussi des descendants japonais et libanais qui excellent dans le commerce.
Il s'est beaucoup développé dans le commerce et compte déjà quatre succursales bancaires, installées sur son avenue principale, Ragueb Chohfi, sans parler de sa variété de magasins, cours, écoles, gymnases, parmi tant d'autres.
La région a également gagné une section de la rocade. Son projet prévoit le passage de ce tronçon à travers les municipalités de Ribeirão Pires, Mauá, Ferraz de Vasconcelos, Poá, Itaquaquecetuba et Arujá. Il servira de lien entre les autoroutes qui desservent la Baixada Santista avec Ayrton Senna et Via Dutra, soulageant le trafic des avenues Juntas Provisorias, Anhaia Melo et Salim Farah Maluf, qui traversent les quartiers d'Ipiranga, Vila Prudente et Tatuapé à São Paulo, les quartiers a également gagné un monorail, une station et un terminus de bus.

## Mobilité
À la fin des années 2000, la Companhia do Metropolitano de São Paulo a conçu trois stations sur la ligne 15 Argent pour desservir le quartier d'Iguatemi : Jequiriçá (actuellement Boa Esperança), Jacu Pêssego et Érico Semer. Les surfaces nécessaires à la construction des gares ont été expropriées en 2013. Les travaux des stations ont commencé en 2014 et ont été paralysés, sans date d'achèvement prévue,. En 2019, il a été annoncé que la Companhoia do Metropolitano avait l'intention de reprendre les travaux sur le tronçon entre São Mateus et Jacu Pêssego.